# (157640) Baumeler
(157640) Baumeler est un astéroïde de la ceinture principale.

## Description
(157640) Baumeler est un astéroïde de la ceinture principale. Il fut découvert le 1er décembre 2006 par Peter Kocher à l'Observatoire d'Épendes (proche de Marly, lieu recensé officiellement), situé en Suisse, dans le canton de Fribourg. Il présente une orbite caractérisée par un demi-grand axe de 3,21 UA, une excentricité de 0,11 et une inclinaison de 9,3° par rapport à l'écliptique.

## Compléments